# بلومینگتون (کالیفرنیا)
بلومینگتون (به انگلیسی: Bloomington) یک منطقهٔ مسکونی در ایالات متحده آمریکا است که در شهرستان سن برناردینو، کالیفرنیا واقع شده‌است. بلومینگتون ۱۵٫۵۷ کیلومتر مربع مساحت و ۲۳٬۸۷۹ نفر جمعیت دارد و ۳۳۵ متر بالاتر از سطح دریا واقع شده‌است.